# 教會斯拉夫語
教會斯拉夫語為保加利亞正教會、北馬其頓正教會、俄羅斯正教會、塞爾維亞正教會與其它斯拉夫東正教教會的禮拜儀式語言。

## 歷史沿革
在歷史上，此種語言是將古教會斯拉夫語的發音加以修正及正字，並將一些古老的、晦澀的語詞及表達法替以地方性的相等用語（可以從古俄語看到一些例子）。
于18世紀前，教會斯拉夫語在俄羅斯被廣泛的作為一般書面語。雖然此種語言本身並未在教會以外流行過，不過神職人員、詩人、及受過教育的人均不經意的傾向將教會語言作為他們口語上的表達法。于17、18世紀時教會斯拉夫語在非宗教性的作品方面逐漸的被俄語來取代，而且被保存得僅用在教會裡。雖然在1760年代後期羅蒙諾索夫辯稱教會斯拉夫語是所謂的俄語“高級形式（high style）”，不過在俄羅斯本身的這種論調于19世紀期間已完全的消失不見。在17世紀後期俄羅斯東正教會分裂後，這種“高級形式”的成分或許可以在口語方面于“舊派信仰者（Old Believers）”中留存相當長的時間。
教會斯拉夫語（以各種不同的修改型式）在其他的東正教國家也被用來作為禮拜儀式與書寫方面的語言。這些國家有：白俄羅斯、烏克蘭、羅馬尼亞、塞爾維亞、保加利亞及北馬其頓。這種用法一直延續到被當地的國家語言完全取代為止（不過在教會禮拜儀式上的使用可能會延續下去）。
有相當多的字詞是由教會斯拉夫語借用到俄語的。然而，當兩種語言都是斯拉夫語時，被借用來的字詞經常被認為是俄語的變化型式，舉例說明（例中每一組字的第一個字為俄語，而第二個字為教會斯拉夫語）： “金子（名詞）”、 “城市（名詞）”、 “熱的（形容詞）”、 “分娩（動詞）”。也有一些教會斯拉夫語被用為當代的保加利亞語，例如： （金子）、 （城市），由於保加利亞東正教會是世界上的最悠久的斯拉夫東正教會，而且許多在教會所使用的俄語字詞是從保加利亞語借用的。

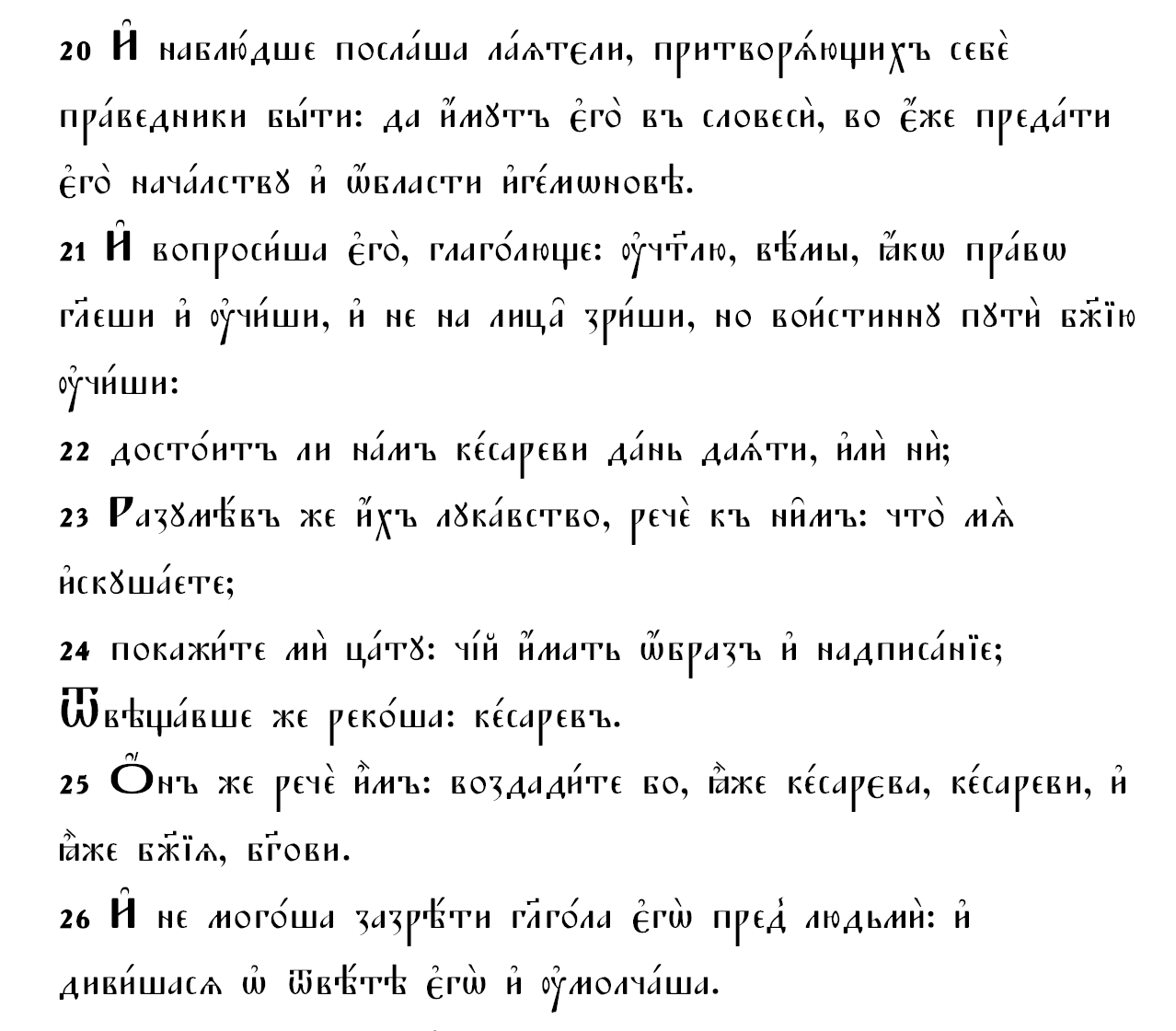
教會斯拉夫語的聖經印刷樣式範例

教會斯拉夫語是以西里爾字母寫成的，然而卻用了一些其它的古體字母及附加符号。2008年4月4日发布的Unicode 5.1标准大大的改进了对早期西里尔字母和教会斯拉夫语的支持。Microsoft Windows中，Segoe UI从Windows 8起明显拥有了对古西里尔字母的完整的支持。

## 發音
大多數的情況下，教會斯拉夫語的發音有如現代當地的本國語言；因此，今天它的發音在不同的斯拉夫語國家是相當的不一樣。在俄羅斯，教會斯拉夫語的發音相同於俄語，也有一些例外規則，如下所列：
- 非重音音節的母音不弱化。換句話說，/о/與/е/在非重音的位置總是個別的讀作/[o]/與/[je]/（有如北俄羅斯方言），然而在標準的俄語發音上它們且可以變為 [a] 與 [i]。

- 最後的子音應該不會清音化，雖然實際上經常是如此的。

- 字母  [je] 絕對不會讀作  [jo]（字母//不存在於教會斯拉夫語所有的書面文件裡）。這也反應出從教會斯拉夫語被借用到俄語的字體轉變現象：底下的字詞組第一個字起源於教會斯拉夫語，而第二個字為純俄語： （天空；上颚。皆为名词）、  （衣服，名詞）、 （希望，名词；预期的，形容词）。

- 字母  讀為有聲擦軟顎音 [ɣ]（正如南俄羅斯方言），而不是如標準俄語發音中的塞音 [ɡ]。當發為清音時，就變為 [x]；這點影響到使俄語的發音將 （Bog）發為 （Bokh）的音。在現代俄羅斯教會的塞音 [g] 同樣的也這樣用，而且被認為是可以接受的；然而 （主格）就如在俄語裡發為Bokh音。

- 形容詞的結尾  讀音如字母發音一樣，不過在俄語裡卻音變為 。

## 文法與文體
雖然教會斯拉夫語不同的校訂本之間有微小的差別，不過他們對於原來的古教會斯拉夫語在口語方面的用法漸同於地區斯拉夫語上卻有同樣的看法。
詞型變化雖然因循著古典的詞法型式，卻傾向於以簡化型態來表現。原始的五種動詞語氣（不定式、目的式、陳述式、命令式、條件式等）、七種名詞的格（主格、屬格、與格、賓格、工具格、位置格、呼格）、與三種數詞型式（單數、複數、雙數）均保持原來的型態不變。
縱然字母  還是持續的來使用，不過字母的沒落已經充分的反應出來，多少都是關於俄語語型架構方面的問題。在16世紀或者17世紀的俄語語型架構上，yus字母在用法上經常的被替代或者變更掉。比起在19世紀的俄語用法，（yat）字母在古典的詞源結構上還是持續地被關注。字母 Ѯ（ksi）、Ѱ（psi）、Ѡ（omega）、Ѿ（ot）與 Ѵ（izhitsa）都被保留下來，且用為以字母為基礎的數值符號。重音的加強使用、及字的省略，或是文字的標題都以不同方式來大寫等這些方面都不斷的在提升。
句法，不僅在聖經、禮拜儀式、或是教會的公文書信，一般而言為了增加理解多少都已經呈現出現代型式。尤其是，有一些古典式的代名詞已經從聖經上消除掉（諸如  "一個特定的（人等）" >  在俄語校定本上）。大多數，並不是全部，未完成體的用法已經用完成體來替代。
其它的使用情況如古典方式不斷產生出現代化。舉例來說，傳統上若望福音開頭的文字都是由聖西里爾與美多德寫的，此句 "在起初已有聖言"，在1755年伊莉莎白一世時已經被改寫為。

## 外部連結
- 教会斯拉夫语的古教会斯拉夫语和马其顿语校订本，Elka Ulchar（馬其頓文）
- 教会斯拉夫语东正教文献 （页面存档备份，存于）
- 教会斯拉夫语圣经（PDF文本为教会斯拉夫文，网页为俄文）
- 聖經（新舊約，教會斯拉夫語）（页面存档备份，存于）（PDF）
- 计算机实现的问题 （页面存档备份，存于）（俄文）
- Slavonic——教会斯拉夫语的输入工具 （页面存档备份，存于）（俄文）
- 教会斯拉夫语虚拟键盘 （页面存档备份，存于）
- CyrAcademisator 教会斯拉夫语的转换工具，含有虚拟键盘
- （俄文）
- http://pechatnyj-dvor.su/ （页面存档备份，存于）（俄文）
- 中國東正教論壇 （页面存档备份，存于）
- 台灣基督東正教會（Orthodox Church of Taiwan）